# Remember Me (песня)
«Remember Me» (с англ. — «Не забывай») — песня из анимационного фильма «Тайна Коко» (2017) студии Pixar, написанная Робертом Лопесом и Кристен Андерсон-Лопес. Песня по-разному исполняется в фильме Бенджамином Брэттом, Гаэлем Гарсиа Берналем, Энтони Гонсалесом и Аной Офелией Мургией. Певец Мигель и Наталья Лафуркад исполняют поп-версию песни, которая фигурирует в финальных титрах фильма. Карлос Ривера записал кавер-версию песни под названием «Recuérdame» для испаноязычного альбома саундтреков к фильму. Он получил на 90-й церемонии вручения премию «Оскар» в категории «Лучшая песня к фильму» в 2018 году. Песня была исполнена вживую Гаэлем Гарсией Берналем и Федерико Рамосом на гитаре.
Эта песня была представлена в специальном телевизионном выпуске ABC 2020 года The Disney Family Singalong: Volume II.

## Контекст

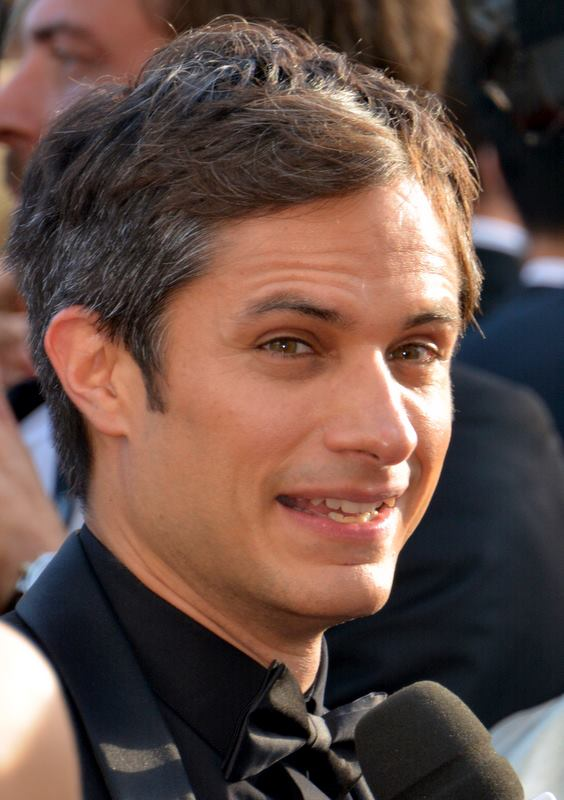
Гаэль Гарсия Берналь озвучил Гектора в английской и испанской версиях фильма

Песня используется в различных контекстах на протяжении всего фильма. Она известна как самая популярная песня Эрнеза де ла Круза (Бенджамин Брэтт), написанная его музыкальным партнером Гектором Риверой (Гаэль Гарсиа Берналь), и впервые появляется в аранжировке мариачи, как обращение Эрнесто к своим поклонникам с просьбой не забывать о нём, даже когда он гастролирует в других местах. Затем она появляется как колыбельная песня Гектора своей дочери Коко (из чего становится ясно, что песня была написана для неё), когда ему приходится отправиться в дальний путь в качестве гастролирующего артиста. Затем она используется как ностальгическая песня, связывающая повзрослевшую Коко (Ана Офелия Мургуйя) с более ранним периодом её жизни и воссоединяющая Мигеля (Энтони Гонсалес) с его прабабушкой. В конце фильма песня звучит в поп-версии, которую исполняют певцы Мигель и Наталия Лафуркаде.
Это произведение является «узы, связывающие несколько поколений общей любовью к музыке».

## Производство
Для работы над проектом была нанята команда фильма «Холодное сердце» (2013) Кристен Андерсон-Лопес и Роберт Лопес. Режиссёр Ли Анкрич восхищался ими с тех пор, как они написали «Finding Nemo — The Musical» в 2006 году. Фильм превратился в мюзикл, но не в такой, как «break-into-song». Сложность работы над песней заключалась в создании текста, смысл которого менялся бы в зависимости от контекста, в котором он исполнялся. Команда исследовала популярную мексиканскую музыку и хотела написать песню, которую могли бы исполнить Хорхе Негрете или Педро Инфанте. Они написали её как песню в стиле болеро-ранчеро, зная, что она может быть исполнена и как спокойная баллада. Роберт написал музыку, а Кристен — текст. Она хотела исследовать идею воспоминаний о людях, когда они далеко, и объяснила это «способностью музыки возвращать людей к жизни, в прямом и переносном смысле».

## Награды
«Remember Me» получила премию «Оскар» в категории «Лучшая песня к фильму» (с этой победой композитор Роберт Лопес становится первым в истории дважды победителем ЭГОТ). Песня также получила премию «Выбор критиков» в категории «Лучшая песня», а также была номинирована на премию «Золотой глобус» в категории «Лучшая песня» и премию «Грэмми» в категории «Лучшая песня, написанная для визуальных медиа».
| Награды                                           | Награды                                       | Награды   | Награды |
| Наименование                                      | Категория                                     | Результат |         |
| ------------------------------------------------- | --------------------------------------------- | --------- | ------- |
| Оскар                                             | Лучшая песня к фильму                         | Победа    |         |
| Awards Circuit Community Awards                   | Лучшая оригинальная песня                     | Номинация |         |
| Capri Hollywood                                   | Лучшая оригинальная песня                     | Победа    |         |
| Выбор критиков                                    | Лучшая песня                                  | Победа    |         |
| Denver Film Critics Society Awards                | Лучшая оригинальная песня                     | Победа    |         |
| Ассоциация кинокритиков штата Джорджия            | Лучшая оригинальная песня                     | Победа    |         |
| Золотое дерби                                     | Лучшая оригинальная песня                     | Номинация |         |
| Золотое дерби                                     | Лучшая оригинальная песня десятилетия         | Номинация |         |
| Золотой глобус                                    | Лучшая песня                                  | Номинация |         |
| Грэмми                                            | Лучшая песня, написанная для визуальных медиа | Номинация |         |
| Награды Гильдии музыкальных руководителей         | Лучшая песня/запись, созданная для фильма     | Номинация |         |
| Награды Гавайского общества кинокритиков          | Лучшая песня                                  | Номинация |         |
| Награды Хьюстонского общества кинокритиков        | Лучшая оригинальная песня                     | Победа    |         |
| Международная премия в области онлайн-кинотеатров | Лучшая оригинальная песня                     | Номинация |         |
| Премия кинокритиков штата Айова                   | Лучшая песня                                  | Победа    |         |
| Награда Общества кинокритиков Лас-Вегаса          | Лучшая песня                                  | Победа    |         |
| Награда Ассоциации онлайн-кино и телевидения      | Лучшая оригинальная песня                     | Победа    |         |
| Награда Общества кинокритиков Феникса             | Лучшая оригинальная песня                     | Победа    |         |

## Сертификаты
| Регион                                                                      | Сертификация | Продажи |
| --------------------------------------------------------------------------- | ------------ | ------- |
| США (RIAA)                                                                  | Золотой      | 500 000 |
| Данные о продажах + прослушиваниях приведены только на основе сертификации. |              |         |